# 普拉托島
普拉托島（英語：Plato Island），是南極洲的島嶼，位於葛拉漢地，處於達爾文島以東1.9公里，屬於茹安維爾群島中危險群島的一部分，現時由南極條約體系管理。